# Thereza Miranda
Thereza Miranda (Rio de Janeiro, 30 de julho de 1928) é uma desenhista, pintora e gravadora, uma das mais premiadas artistas plásticas do Brasil.

## Biografia
Thereza Miranda Alves estudou filosofia na Pontifícia Universidade Católica do Rio de Janeiro (PUC/RJ) em 1947. Após quatro anos de filosofia Thereza Miranda seguiu uma rota para os estudos de artes plásticas no ateliê de Carlos Chambelland (1884-1950), no Rio de Janeiro. As artes plásticas foi a ocasião para formar artistas importantes como Rubens Matuck.

### Homenagens
A artista plástica foi homenageada com uma grande retrospectiva de sua obra, a primeira de sua carreira. No dia 21 de julho de 2008, quando completou 80 anos. A exposição do Museu de Arte Moderna realizou a exposição "Impressões" com um total de 140 obras.